# Metroliasthes lucida
Metroliasthes lucida ist ein bei Hühnervögeln parasitierender Bandwurm. Adulte sind nahezu transparent, 20 cm lang und 1,5–2 mm breit, unmittelbar hinter dem Kopf 0,6 mm. Der Scolex hat keinen Hakenkranz (Rostellum), die 0,58 × 0,75 mm großen vier Saugnäpfe sind unbewaffnet. Die Glieder (Proglottiden) sind im vorderen Teil 5- bis 6-mal so breit wie lang, die hinteren Glieder sind nahezu quadratisch. Jedes Glied hat eine Geschlechtsöffnung (Genitalporus), die etwas hinter der Mitte liegt. Die reifen Glieder enthalten ein einzelnes Parauterinorgan mit einem einzelnen Ei. Zwischenwirt für das Plerozerkoid sind Grashüpfer.